# Lac Lérié
Le lac Lérié est un petit lac de montagne français, situé à l'ouest de La Grave, dans le département des Hautes-Alpes.  

## Géographie
Le lac est situé sur le plateau d'Emparis à 2 450 m d'altitude.
Accessible depuis La Grave, le lac est un but de randonnée très apprécié. Au sud du lac se trouve un à-pic de 1 200 m qui domine la rive droite de la Romanche. Plus au sud, le splendide panorama englobe La Meije, Le Râteau, et le glacier de la Girose qui se reflètent dans l'eau de ce lac-miroir.

## Source
- Guide des merveilles naturelles de la France, Autoguid Sélection-Dunlop, Reader's Digest, Paris, 2e éd. (1974)